# IX Equilibrium
IX Equilibrium  é o terceiro álbum de estúdio da banda de Black metal Emperor. Em 2020, a revista Metal Hammer o elegeu como um dos 20 melhores álbuns de metal de 1999.

## Faixas
| N.º | Título                                                                        | Duração |  |
| 1.  | "Curse You All Men!"                                                          | 4:41    |  |
| 2.  | "Decrystallizing Reason"                                                      | 6:23    |  |
| 3.  | "An Elegy of Icaros"                                                          | 6:39    |  |
| 4.  | "The Source of Icon E"                                                        | 3:43    |  |
| 5.  | "Sworn"                                                                       | 4:30    |  |
| 6.  | "Nonus Aequilibrium"                                                          | 5:49    |  |
| 7.  | "The Warriors of Modern Death"                                                | 5:00    |  |
| 8.  | "Of Blindness & Subsequent Seers"                                             | 6:48    |  |
| 9.  | "Outro" (Faixas escondida)                                                    | 0:28    |  |
| 10. | "Curse You All Men!" (Faixa bônus, ao vivo em The Astoria, Londres, jul-1999) | 4:34    |  |
| 11. | "Sworn" (Faixa bônus, remixado por Ulver no Endless Studios)                  | 5:39    |  |

## Créditos
- Ihsahn  — Vocal, Guitarra solo, Sintetizador, Baixo
- Samoth  — Guitarra rítmica
- Trym  — bateria, percussão